# Palladium (multifunkční komplex)

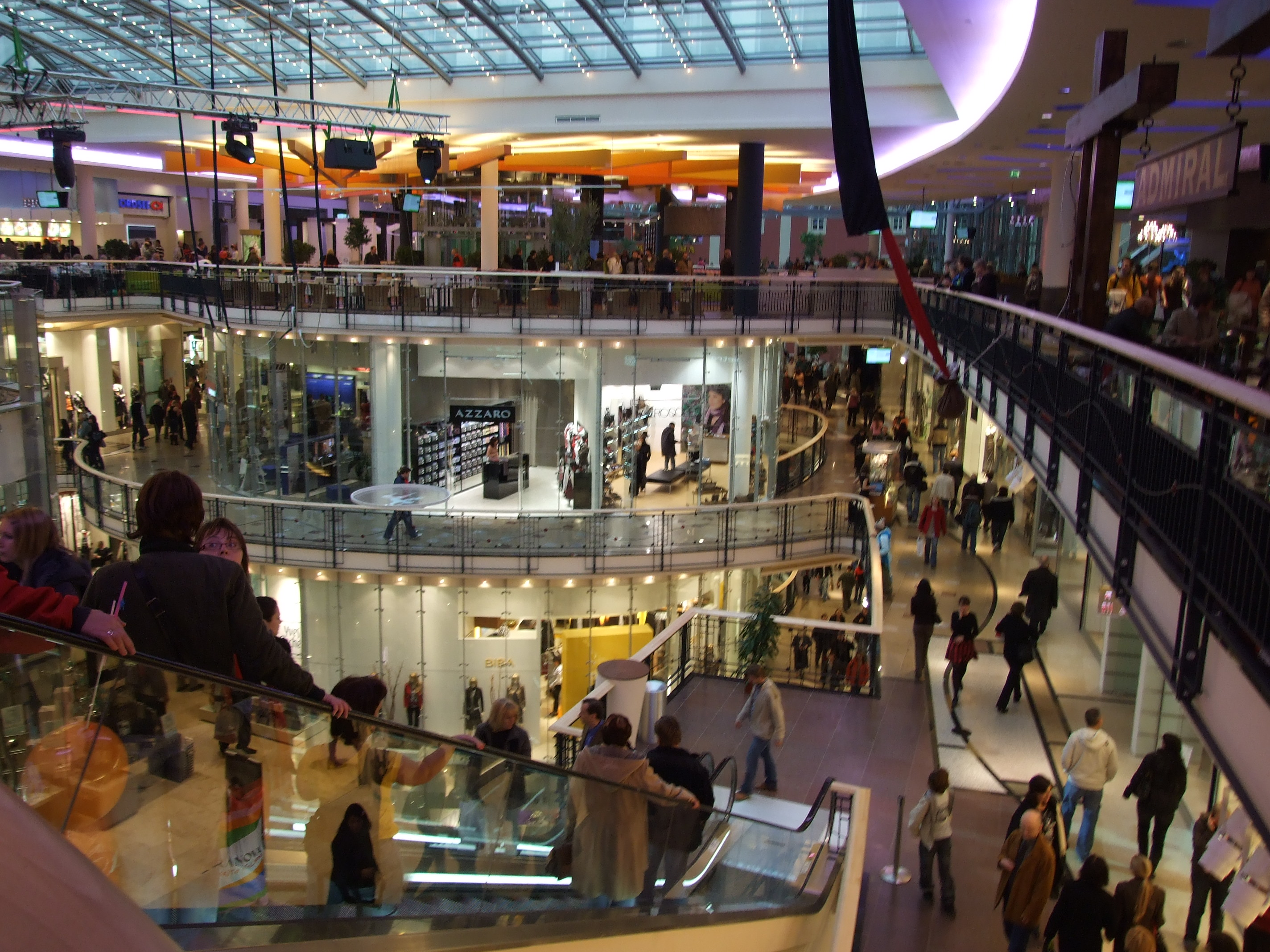
Interiéry nákupního centra Palladium

Palladium je multifunkční komplex stojící v centru Prahy na Novém Městě na východní straně náměstí Republiky, a sice na nároží ulice Na Poříčí naproti staroměstskému obchodnímu domu Kotva. Otevřen byl 25. října 2007. Vznikl  přestavbou budov kasáren Jiřího z Poděbrad (původně Josefských kasáren) a vestavbou nové budovy. Objekt má 11 podlaží (pět pater pod zemí, šest v původním rozsáhle přestavěném objektu). Kromě obchodních prostor je součástí Palladia podzemní garáž a kancelářské prostory. Národní památkový ústav označuje tuto přestavbu za jeden z nejzávažnějších negativních zásahů v Pražské památkové rezervaci; je uváděn jako jeden z příkladů tzv. fasádistického přístupu k památkám. Definici fasádistického přístupu však neodpovídá skutečnost, že obě památkově chráněné budovy (tedy budova kasáren i budova jízdárny) byly investorem ponechány a decentně opraveny do současného stavu vč. historických stropů v jízdárně (vstup z ulice Na Poříčí).

## Historie

### 12. století
Na místě dnešního obchodního domu se nacházela již románská zástavba.
Při archeologickém průzkumu byly odhaleny základy desítek dřevozemních domů, které dokládají existenci rozsáhlejšího sídliště s urbanisticky promyšlenou orientací. 
Ze 2. poloviny 12. století zřejmě pocházejí nalezené pozůstatky tří kamenných románských staveb, včetně jednoho paláce. Památky připomínají napodobeniny základů v prodejně knih Luxor v nákupním centru. 

### Jakubův chudinský špitál
Kolem roku 1350 staroměstský měšťan Jan Jakub založil na tomto místě tzv. Jakubův chudinský špitál s kostelem Panny Marie. Za husitských válek byl špitál vypleněn a zničen.
Kvůli sousedství s Královým dvorem bylo místo až do konce 15. století atraktivní a místo obnovení špitálu zde začaly vznikat domy zámožnějších měšťanů a šlechtické rezidence.

### Kapucínský klášter
V roce 1630 zde Gerhard z Questenberka, přítel a poradce Albrechta z Valdštejna, velmi zbohatlý pobělohorskými konfiskacemi, založil kapucínský klášter. Roku 1633 byl ustanoven konvent, roku 1636 založen kostel sv. Josefa a roku 1641 zahájena výstavba klášterního domu. V 60. letech 17. století byl areál dokončen, ale roku 1689 jej poničil velký požár. Po něm byl obnoven a vydržel v téže podobě až do roku 1795, kdy byl klášter dvorským dekretem zrušen.

### Kasárna

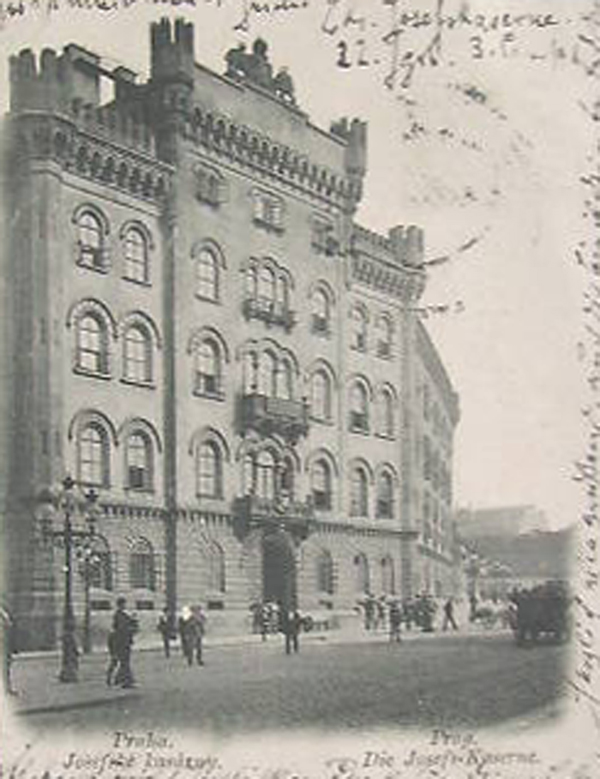
Josefská kasárna na pohlednici z počátku 20. století

V 90. letech 18. století získal objekt vojenský ubytovací úřad a do roku 1800 nechal bývalou budovu konventu upravit na vozatajská kasárna. Další přestavba proběhla v letech 1843 až 1844.
V letech 1857–1861 byl konvent zbourán a na jeho místě vznikla Josefská kasárna,  a to směrem do náměstí hlavní křídlo a jízdárna při ulici Na Poříčí ve stylu romantické tudorovské neogotiky, podle návrhu architekta Achilla Wolfa a vídeňského stavitele K. Píchala. Historizující styl odkazuje na středověkou pevnostní architekturu. Součástí areálu byly i stáje a volné prostranství cvičiště. Po vzniku Československa získal objekt název kasárna Jiřího z Poděbrad.
V roce 1834 napsal úředník vojenské pojišťovny Josef Kajetán Tyl v této budově kasáren slova písně Kde domov můj? pro svou frašku Fidlovačka aneb Žádný hněv a žádná rvačka. Píseň se stala národní a později i státní hymnou. Událost připomíná pamětní deska na čelní fasádě nákupního centra.

Pamětní desky na bývalých kasárnách Jiřího z Poděbrad
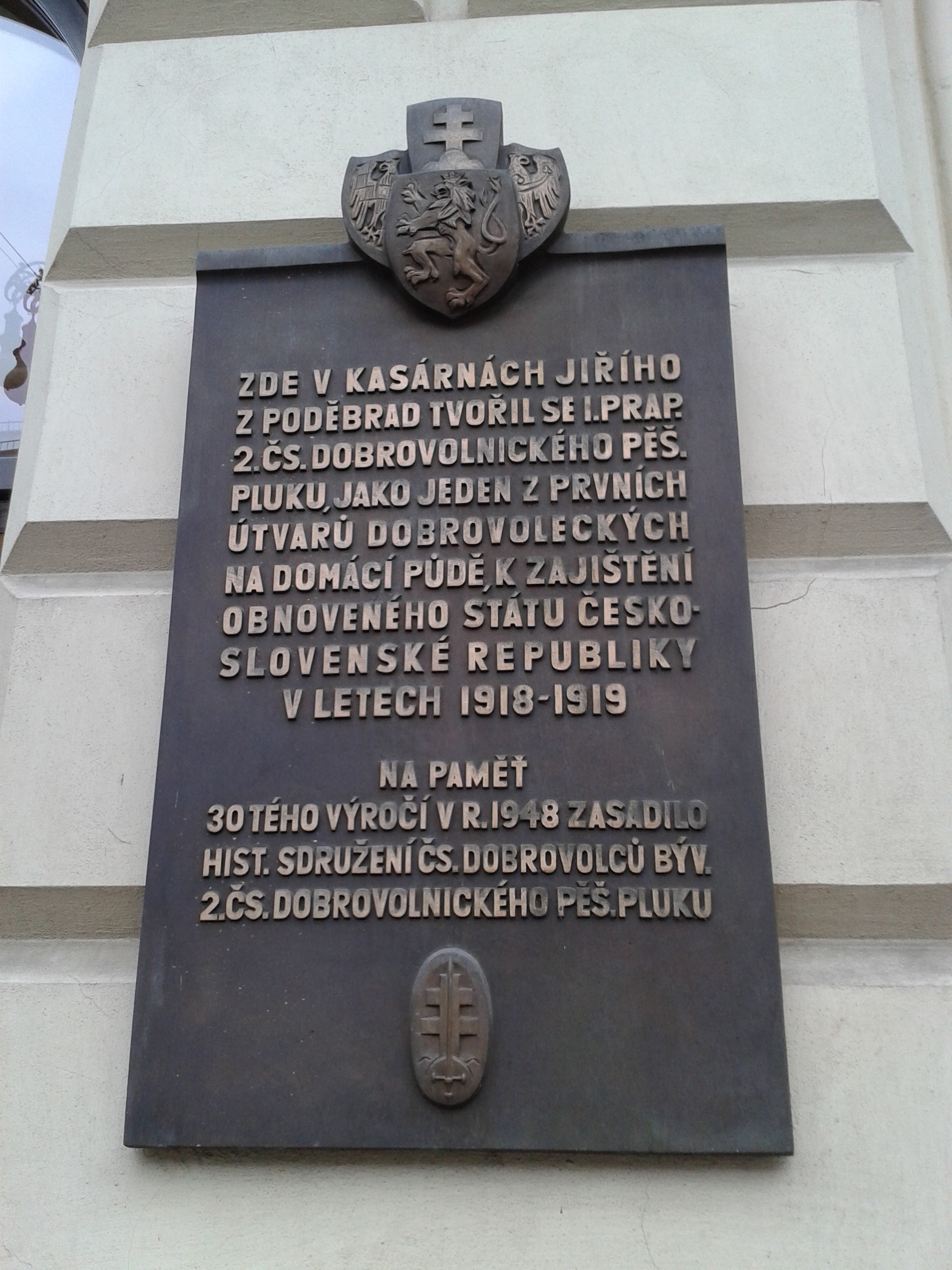
Připomínka let 1918 až 1919 a vzniku I. praporu 2. čs. dobrovolnického pěšího pluku
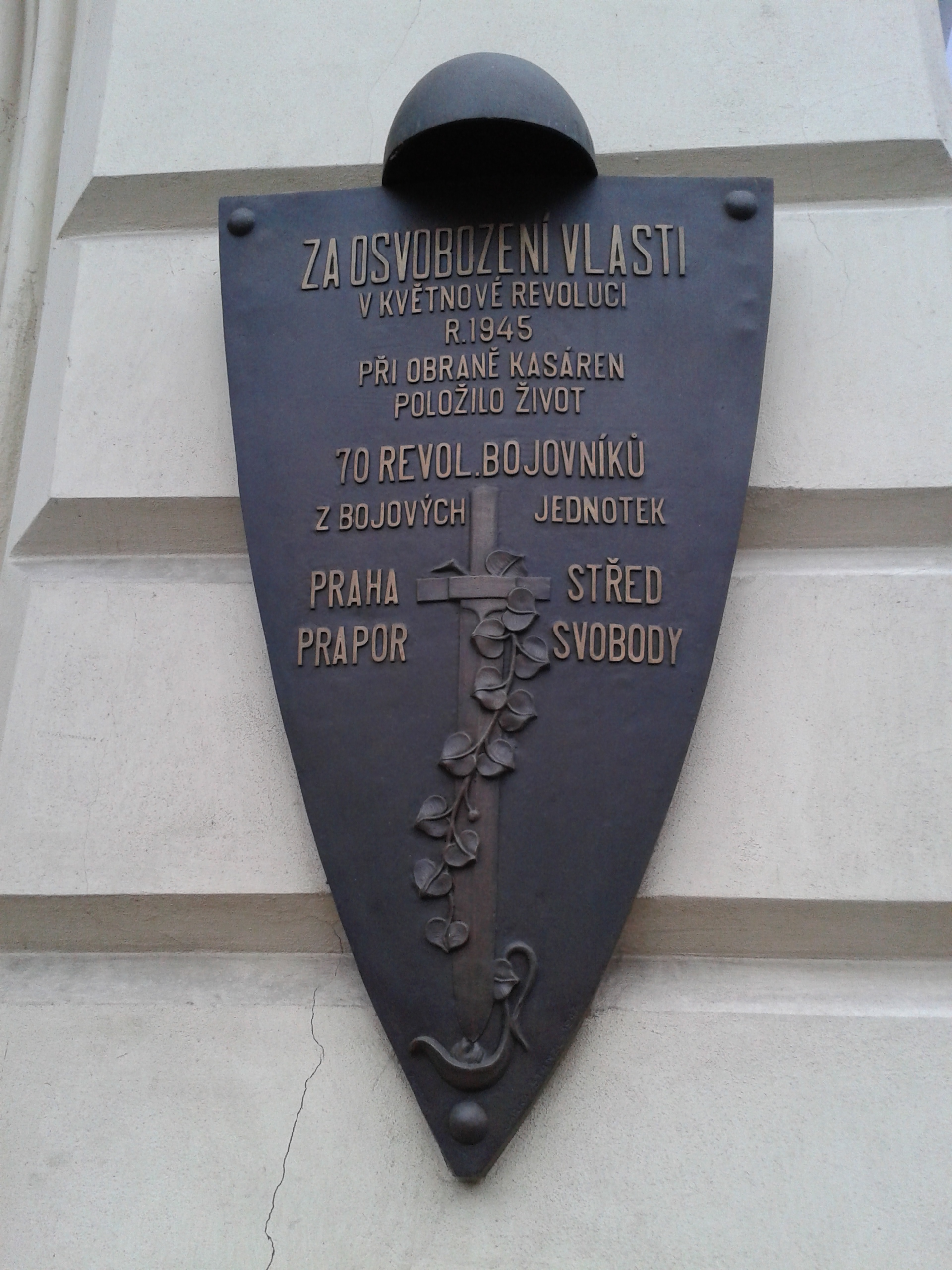
Pamětní deska připomíná květen 1945
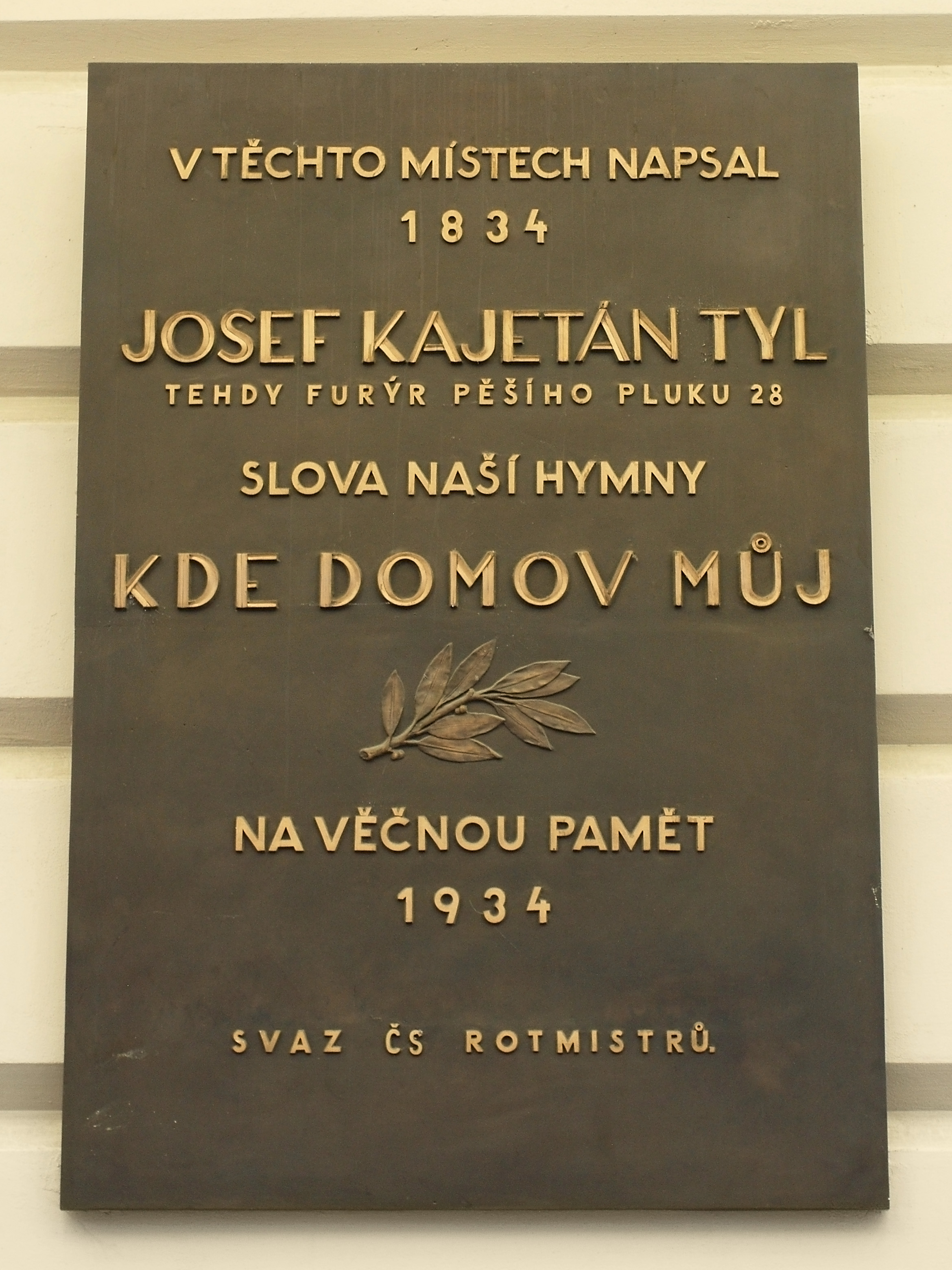
Připomínka na Josefa Kajetána Tyla a jeho text k pozdější české hymně

### Pražské povstání
V průběhu Pražského povstání na konci druhé světové války byla Poděbradská kasárna jedním z ohnisek bojů; kasárna byla i bombardována německým letectvem.

### Privatizace a památková ochrana

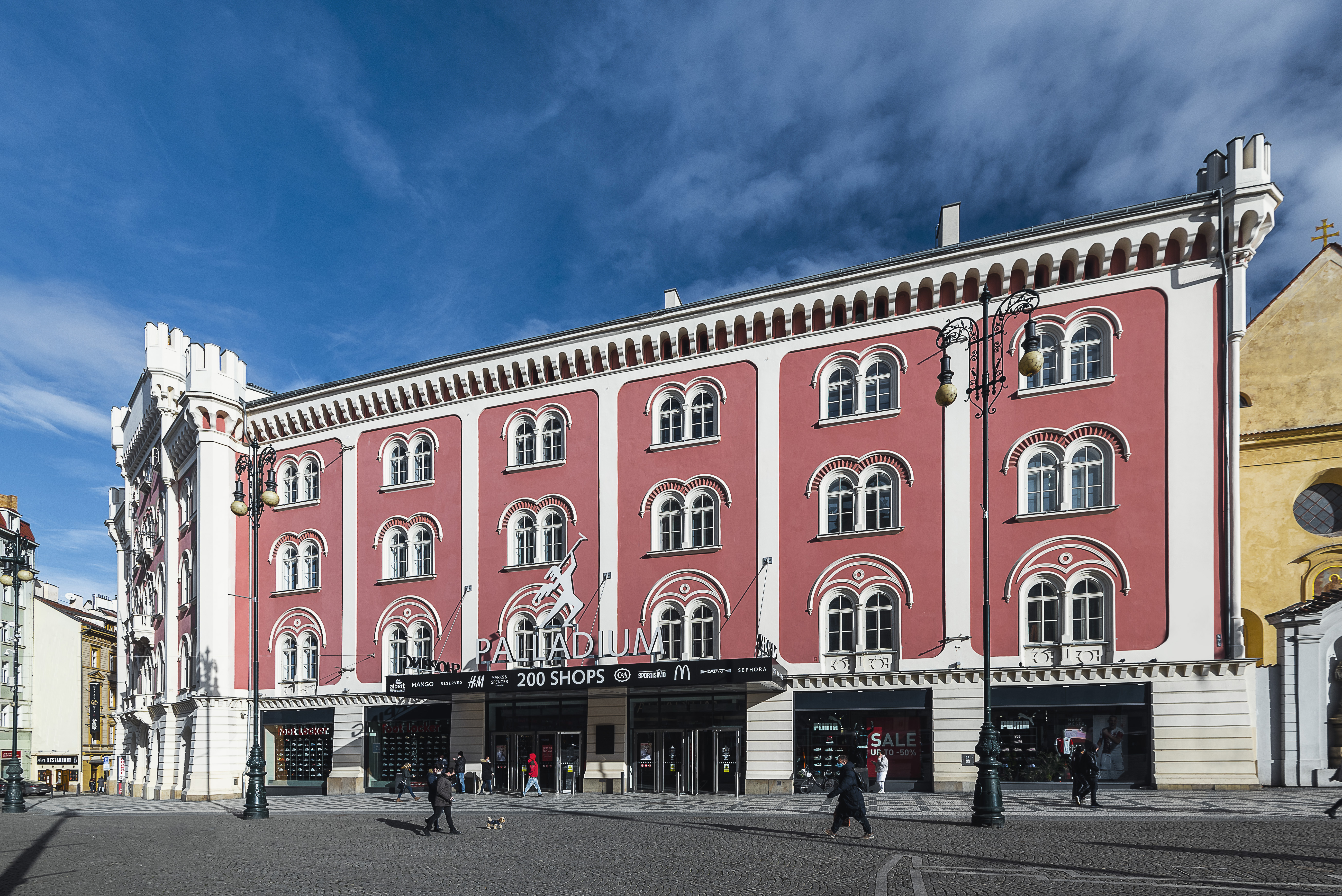
Zrekonstruovaná budova kasáren

V roce 1993 armáda objekt opustila a stát se rozhodl objekt i s pozemkem prodat. V roce 1996 objekt i s pozemkem koupila po výběrovém řízení za 50 milionů DM společnost European Property Development, která byla známa již dřívějším zbořením nedalekého neobarokního Špačkova domu, a chtěla zde postavit obchodní centrum, přičemž z původních kasáren měla být zachována jen průčelní zeď hlavní budovy. Součástí kupní smlouvy byl projekt, který předtím nebyl ani konzultován s odpovědnými orgány památkové péče. Město v té době nemělo detailní územní plán pro tuto oblast a nemělo předem vymezená jasná pravidla o výstavbě v historickém jádru města; vlastní vyhlášku o Pražské památkové rezervaci město několik let předtím zrušilo. Památková regulace Petrské čtvrti byla sice podrobně zpracovaná, ale kvůli Palladiu nebyla nikdy přijata.

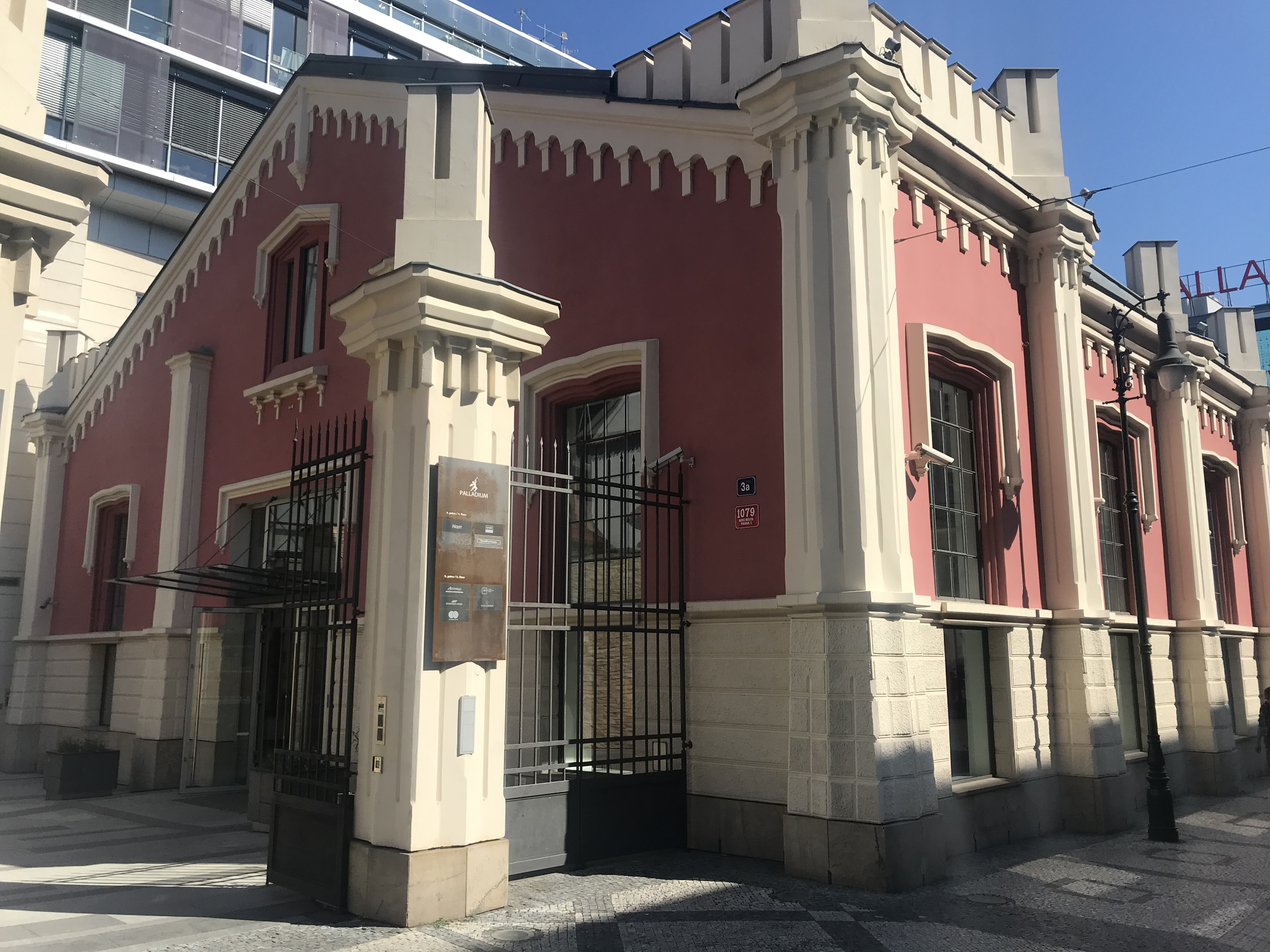
Zrekonstruovaná jízdárna - vstup z ulice Na Poříčí

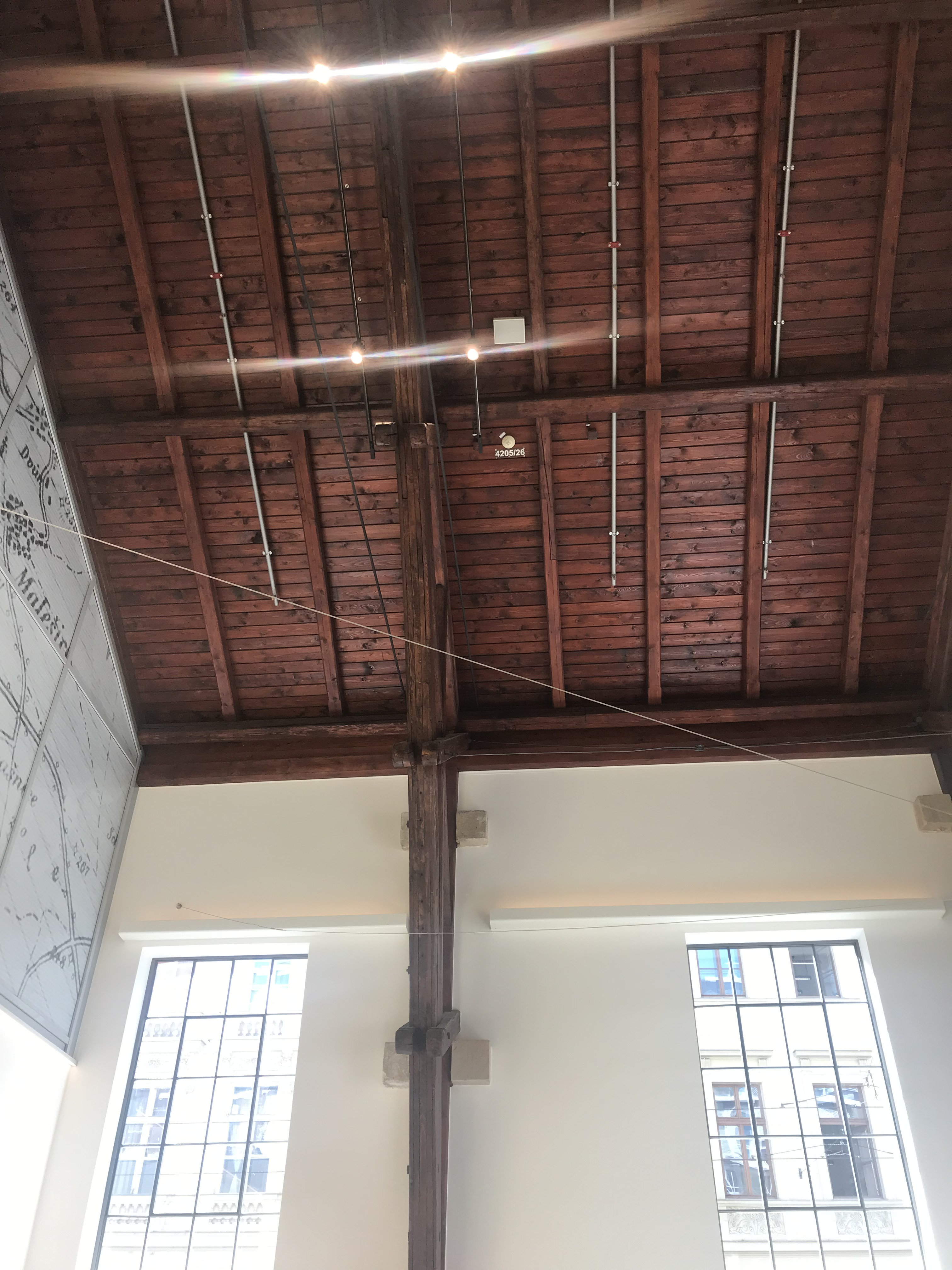
Zrekonstruovaný strop jízdárny

Dne 30. července 1999 prohlásilo Ministerstvo kultury ČR na návrh Klubu Za starou Prahu z dubna 1999 hlavní budovu a jízdárnu kasáren za kulturní památku. Jízdárna je cenná půlobloukovým krovem o rozpětí 21 metrů, výšce 13 metrů a délce 57 metrů. Památková ochrana nezahrnuje bohaté archeologické nálezy v areálu kasáren. Nejstarší v 90. letech 20. století stojící budovou areálu byla rozlehlá dvorní jednopatrová budova stájí z let 1843–1844 s trojlodními halami v přízemí, ta však pod památkovou ochranu nespadala. Klíčovou roli na omezení ochrany jen na dvě budovy měly posudky, které na objednávku investora zpracovali Dobroslav Líbal a Zdeněk Lukeš, přičemž Lukeš označil kasárna za průměrnou architekturu, připustil jejich demolici a přivítal projekt investora na využití parcely. Investor vyjádřil i s takto omezenou památkovou ochranou nesouhlas a označil tento akt za zkrácení svých práv a závažnou komplikaci, která mu neumožní realizovat záměry přestavby.
Začátkem roku 2000 předložil investor upravenou studii, v níž oproti původnímu návrhu byl zmenšen objem budovy na místě původního dvora a do jeho středu bylo navrženo volné a nezastřešené atrium. Stejně jako v původním návrhu měla být z hlavní budovy kasáren ponechána jen průčelní zeď, ta navíc měla být v celé výšce prolomena skleněným zborceným vstupem. Jízdárna měla být nastavěna do výšky sousedních budov.
Podle pořadu České televize televize Nedej se! byl schvalovací proces provázen řadou kontroverzních rozhodnutí ve prospěch investora na úkor veřejných zájmů. Petr Kužvart jako zástupce občanského sdružení Ateliér pro životní prostředí podal žalobu na ministerstvo pro místní rozvoj kvůli tomu, že ministerstvo nevyhovělo jejich odvolání proti vydání stavebního rozhodnutí.

### Výstavba obchodního komplexu

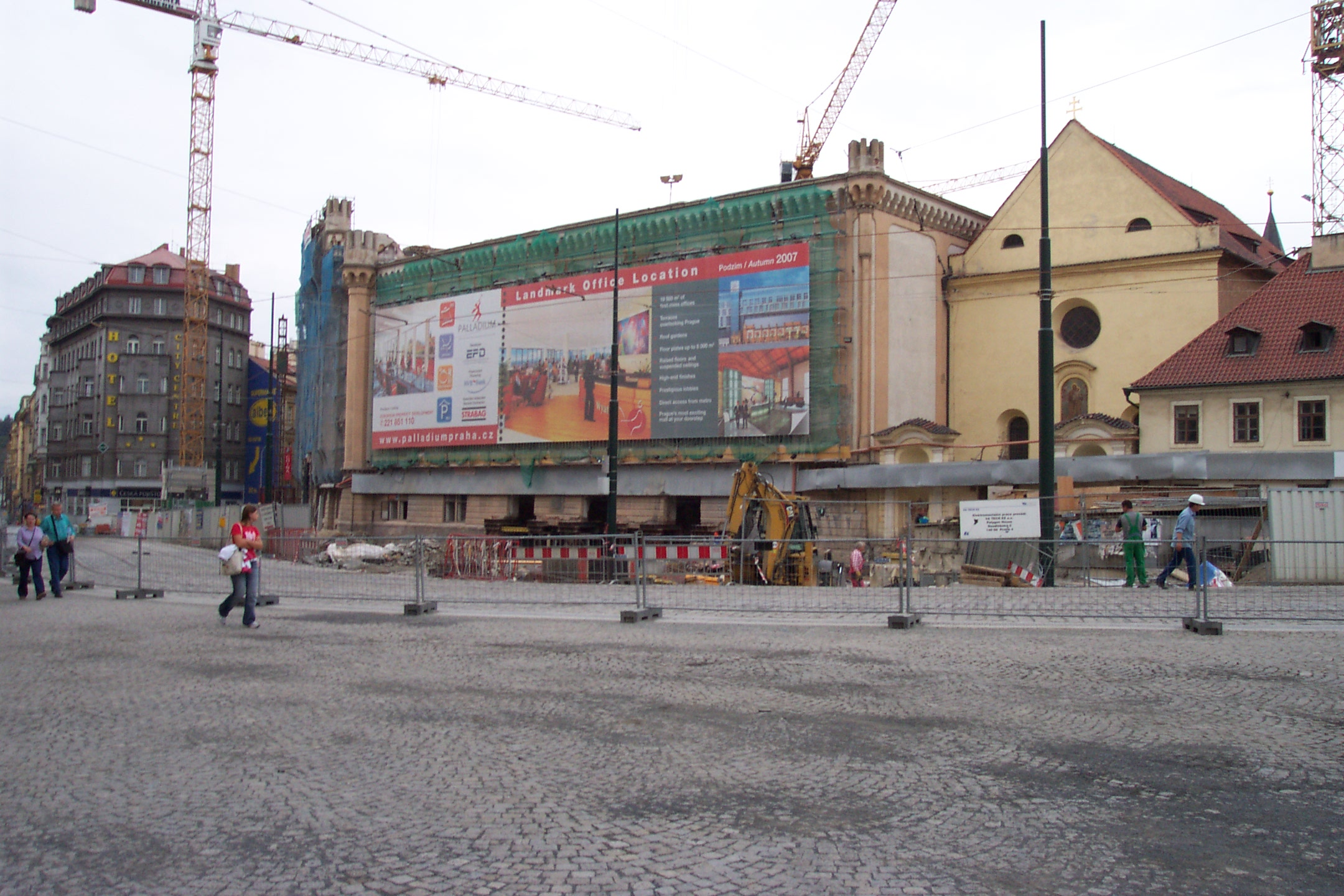
Rozestavěná budova v září 2006

Výstavba komplexu v letech 2005 až 2007 si vynutila částečné uzavírky na náměstí, včetně uzavření jednoho z vestibulů metra. V souvislosti s tím však bylo náměstí rozsáhle přestavěno a změněno v pěší zónu, přibyly také i vjezdy do podzemních garáží. Výstavbu provázely bohaté archeologické nálezy dokumentující středověkou zástavbu. Byly odhaleny základy dosud neznámé rozsáhlé románské městské zástavby, pro jejichž zmapování byl zorganizován historicky nejrozsáhlejší záchranný archeologický průzkum na území Česka. Nálezy nakonec ustoupily stavbě třípodlažních podzemních garáží pro 900 aut.
Obchodní centrum Palladium má celkovou rozlohu 115 000 m² a kromě cca 19 500 m² kancelářských prostor s rozsáhlými terasami, které nabízejí výhled na Prahu, zahrnuje také pět podlaží nákupního centra s téměř 200 obchody, restauracemi a službami.
Název prý byl vybrán na základě průzkumu mezi veřejností, jak na ně slovo působí, a toto prý evokovalo vznešenost – podle Kateřiny Rackové honosně upomíná na jakýsi palác, podobně jako italské slovo palazzo. Přímá souvislost s obvyklým českým významem slova paládium není zmiňována ani doložena. Logem Palladia se stal "Palladin", trubadúr odkazující na kasárenskou historii budovy.

### Požár v roce 2008
Požár, který 20. února 2008 odpoledne vypukl v podzemních prostorách centra, zasáhl hlavní rozvody a vyžádal si dočasné uzavření tohoto komplexu po dobu kontroly rozvodů. Škody obchodníků byly vyčísleny na stovky tisíc korun, kompenzace se však zatím nedočkali. [zdroj?] Obchodní centrum bylo znovuotevřeno dne 19. března v 9 hodin.

### Rekonstrukce v letech 2020–2021 a udržitelnost.

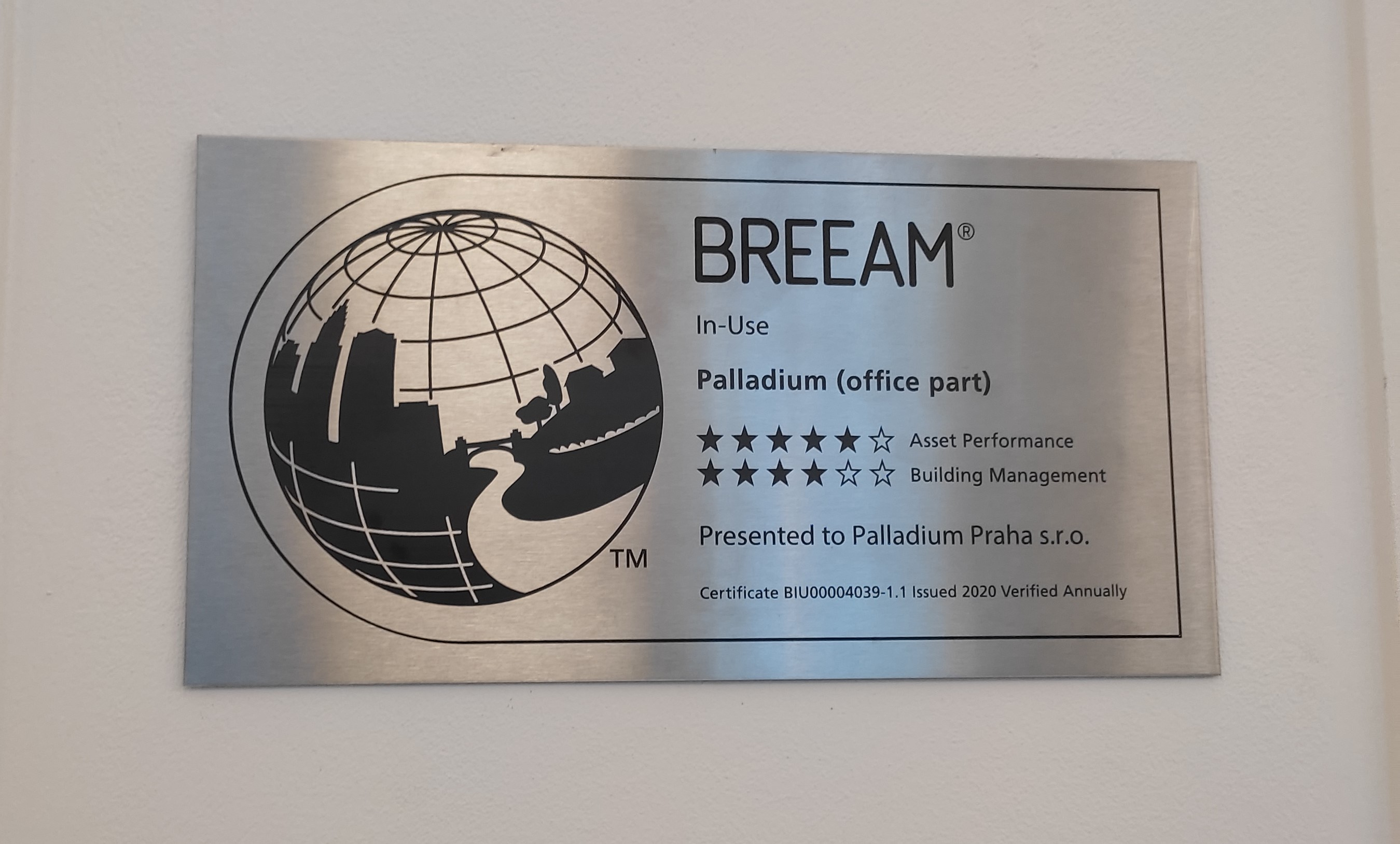
BREEAM certifikát

V letech 2020–2021 nový vlastník budovy provedl rozsáhlou rekonstrukci budovy Palladia. Jednou z nejvíce viditelných a oceňovaných úprav bylo odstranění skleněné desky nad vstupem z náměstí Republiky. Skleněná deska byla nahrazena decentní stříškou s logem Palladia a značek nákupního centra. Nové řešení umožňuje nerušený pohled na historickou fasádu kasáren. Kromě úpravy vstupu a prací v interiéru s cílem zlepšit zákaznickou zkušenost byly investovány nemalé prostředky do oblasti udržitelnosti. Například byla provedena kompletní rekonstrukce osvětlení objektu s použitím úsporných zdrojů světla, byla instalována nová úsporná světelná instalace ve vstupu z náměstí Republiky, byla instalována nádrž na využití dešťové vody nebo byly v garážích instalovány nabíječky pro elektrické automobily. 
Aktivity v oblasti udržitelnosti potvrzuje přidělený certifikát BREEAM.

## Hodnocení přestavby
Navzdory památkové ochraně hlavní budova prošla podle některých názorů fasádistickou přestavbou, podobně jako již dříve nedaleký komplex celnice. Památkově chráněné budovy - budova kasáren a budova jízdárny - však byly zcela ponechány a rekonstruovány. Na původní kasárenský dvůr (vedle zachovaných budov jízdárny a kasáren) byl vestavěn kompaktní prosklený blok viditelný především z ulice Na Poříčí. Měřítko stavby (monoblok o rozloze srovnatelné se Staroměstským náměstím) je v rozporu s drobnou parcelací Petrské čtvrti, zahloubení až na drobné výjimky zlikvidovalo cenný archeologický historický terén. Byla zbourána historická budova stájí. Někteří památkáři se obávali, že tato akce by mohla vést i k vyškrtnutí Pražské památkové rezervace ze seznamu světového kulturního dědictví UNESCO, k čemuž však nedošlo.
Podle některých názorů je v nákupním centru obtížná orientace, s nadsázkou je označováno za druhý nejoblíbenější labyrint v Praze po petřínském bludišti. Eskalátory jsou rozmístěny nepravidelně, na některých místech jen v jednom směru. Podle dalších návštěvníků je však orientace snadná, oceňují například rychloeskalátor přímo od vstupu do patra +2 (food court) nebo stejně jezdící rychlovýtahy z parkingu přímo do food courtu. Od vstupu z náměstí Republiky se lze po celé budově pohybovat na sebe jednoduše navazujícím eskalátory bez nutnosti hledat další. Vše je tedy otázkou názoru a preferencí návštěvníků. Toalety pro návštěvníky jsou sice prostorné a moderní, avšak jen dvoje, a to v nejnižším a v nejvyšším patře.

## Galerie

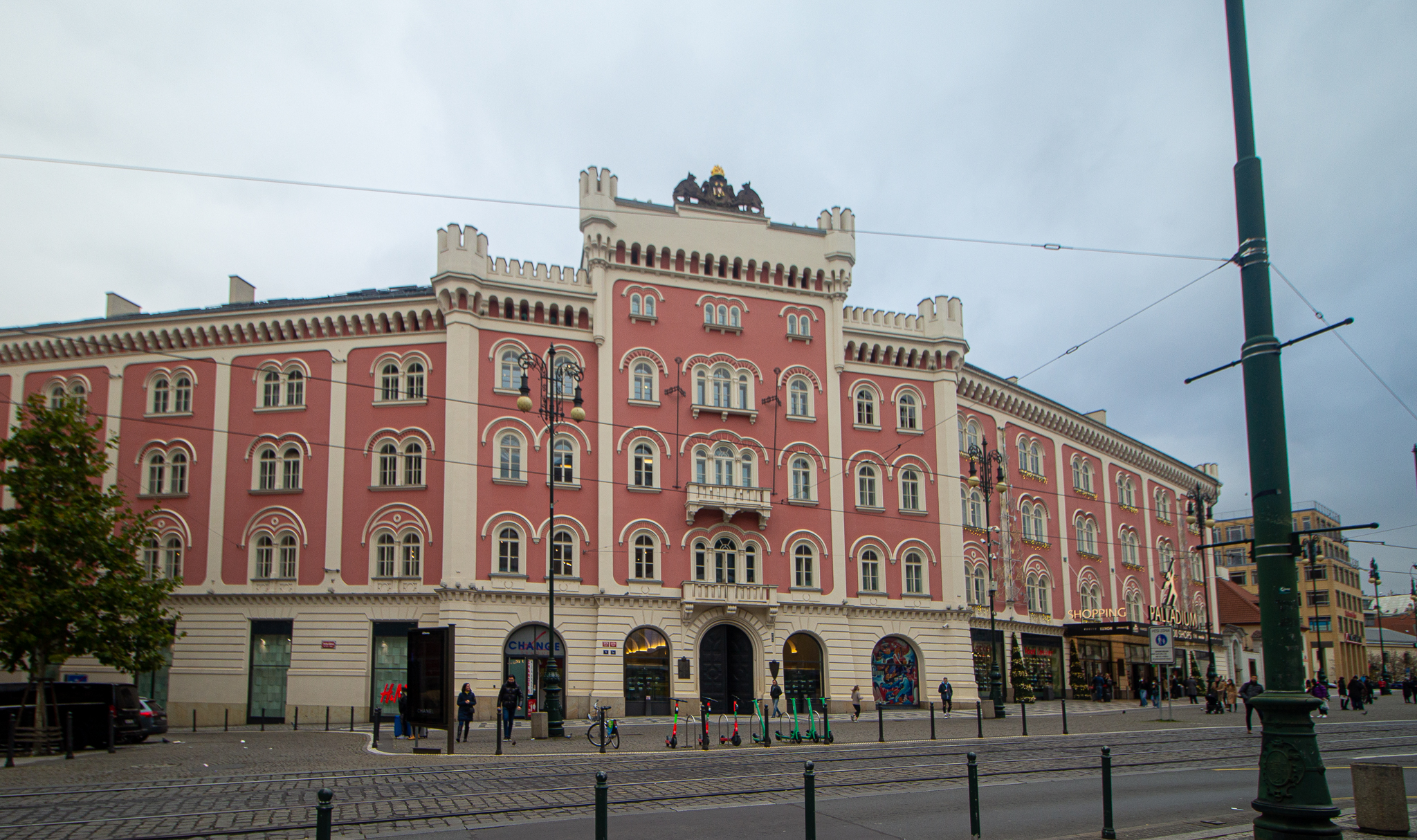
Palladium – budova bývalých kasáren
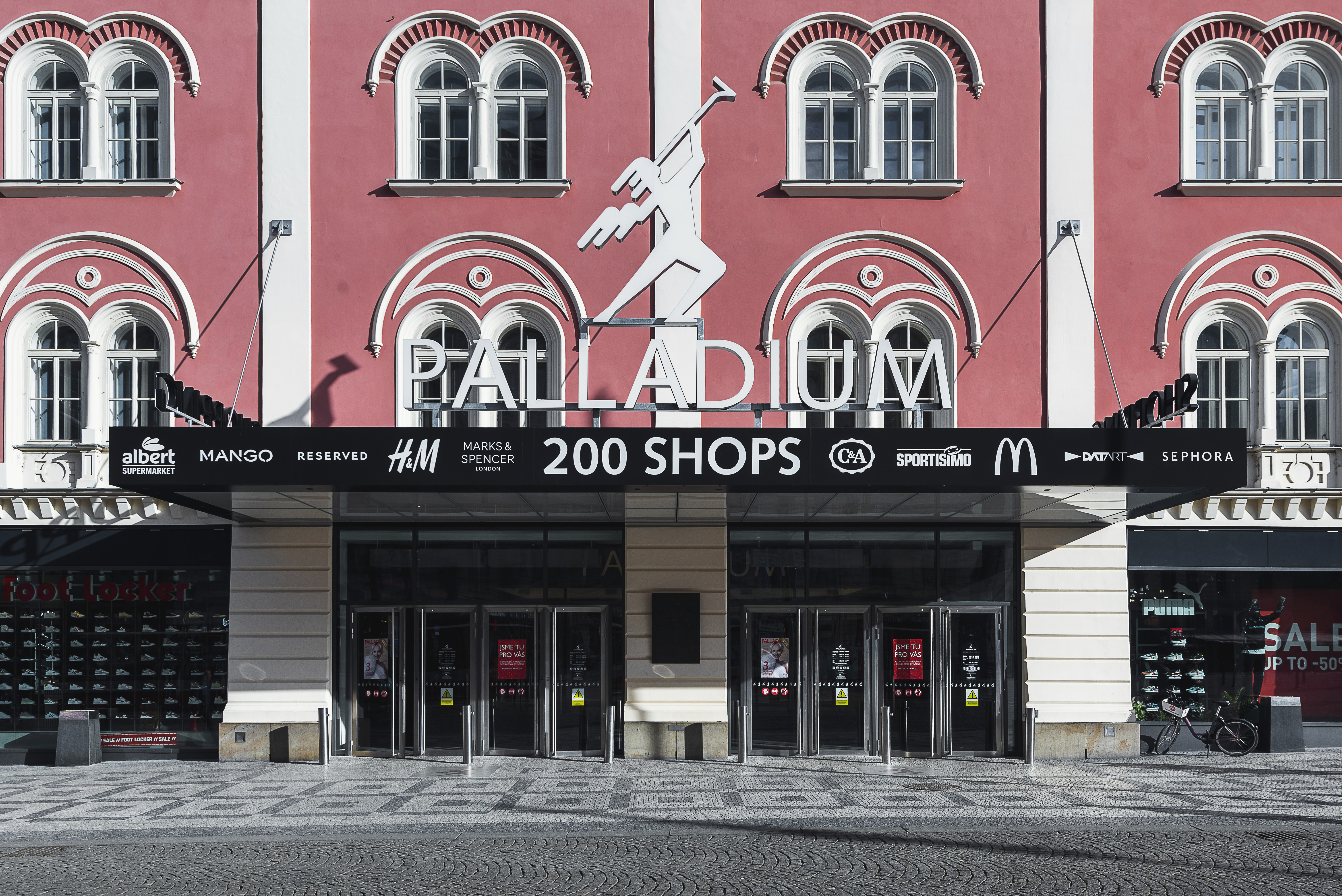
Palladium – vstup do nákupního centra
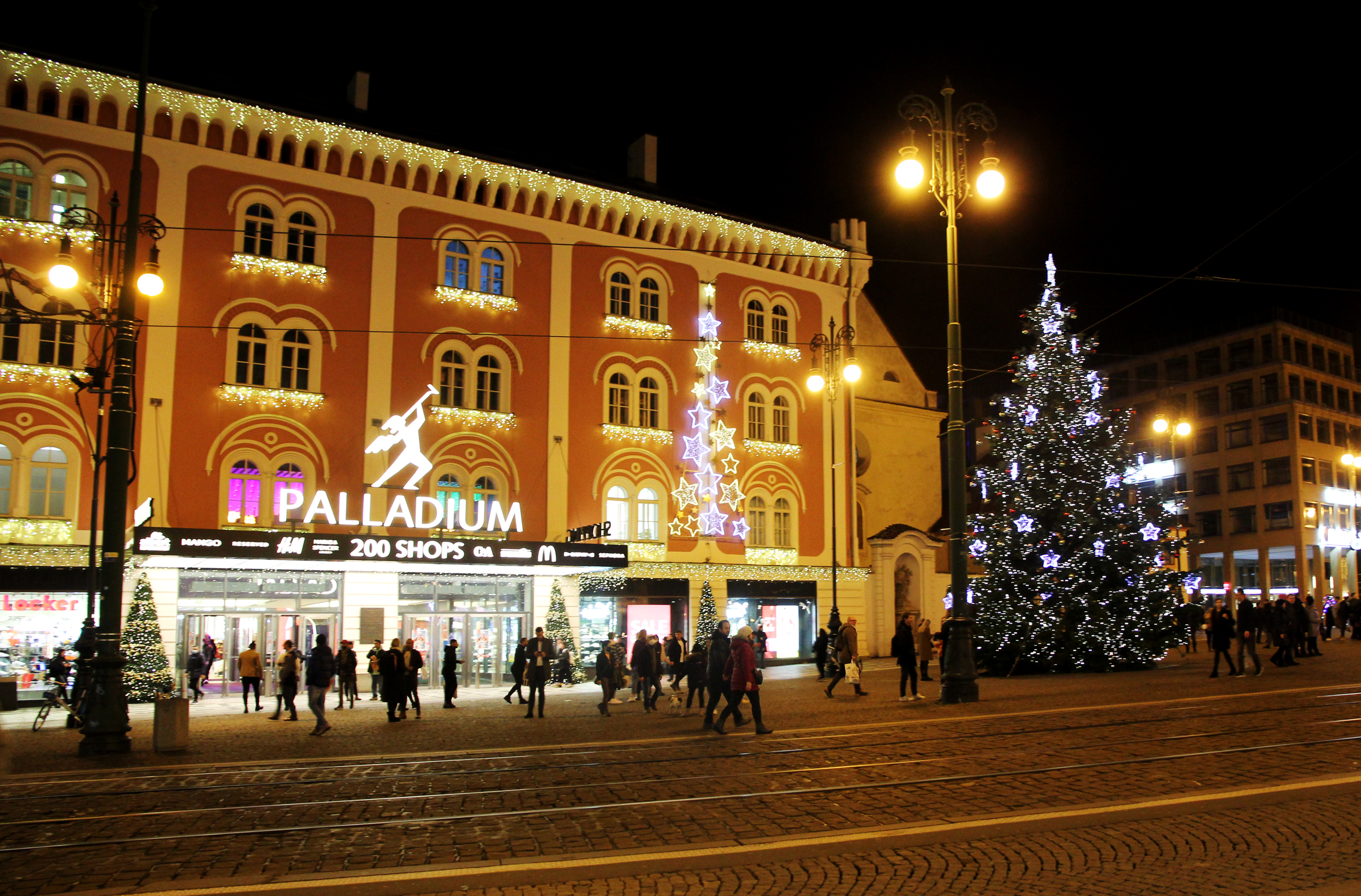
Palladium – Vánoce 2021
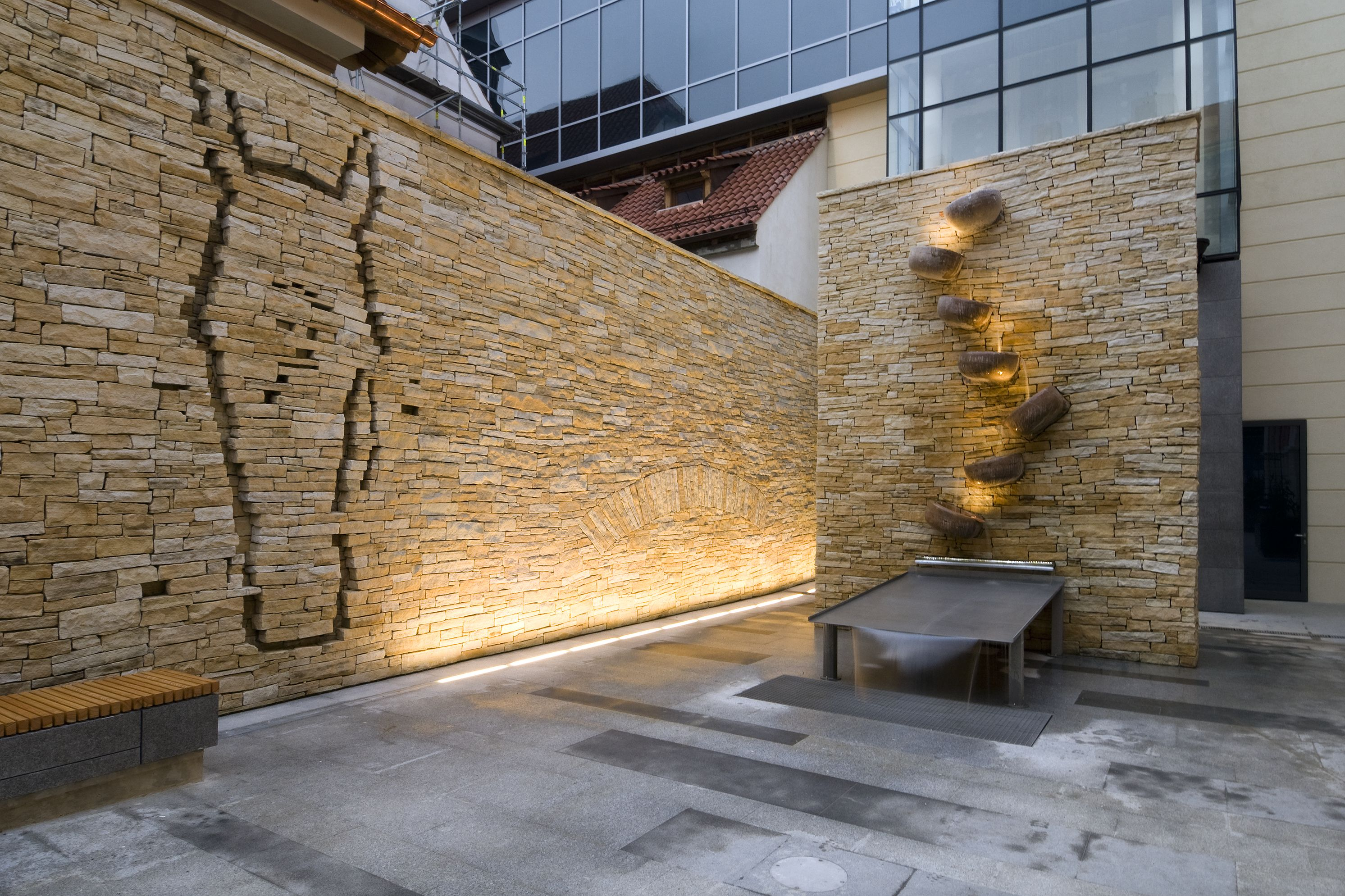
Palladium – fontána u vstupu do kancelářských prostor s koňskou hlavou připomínající existenci jízdárny
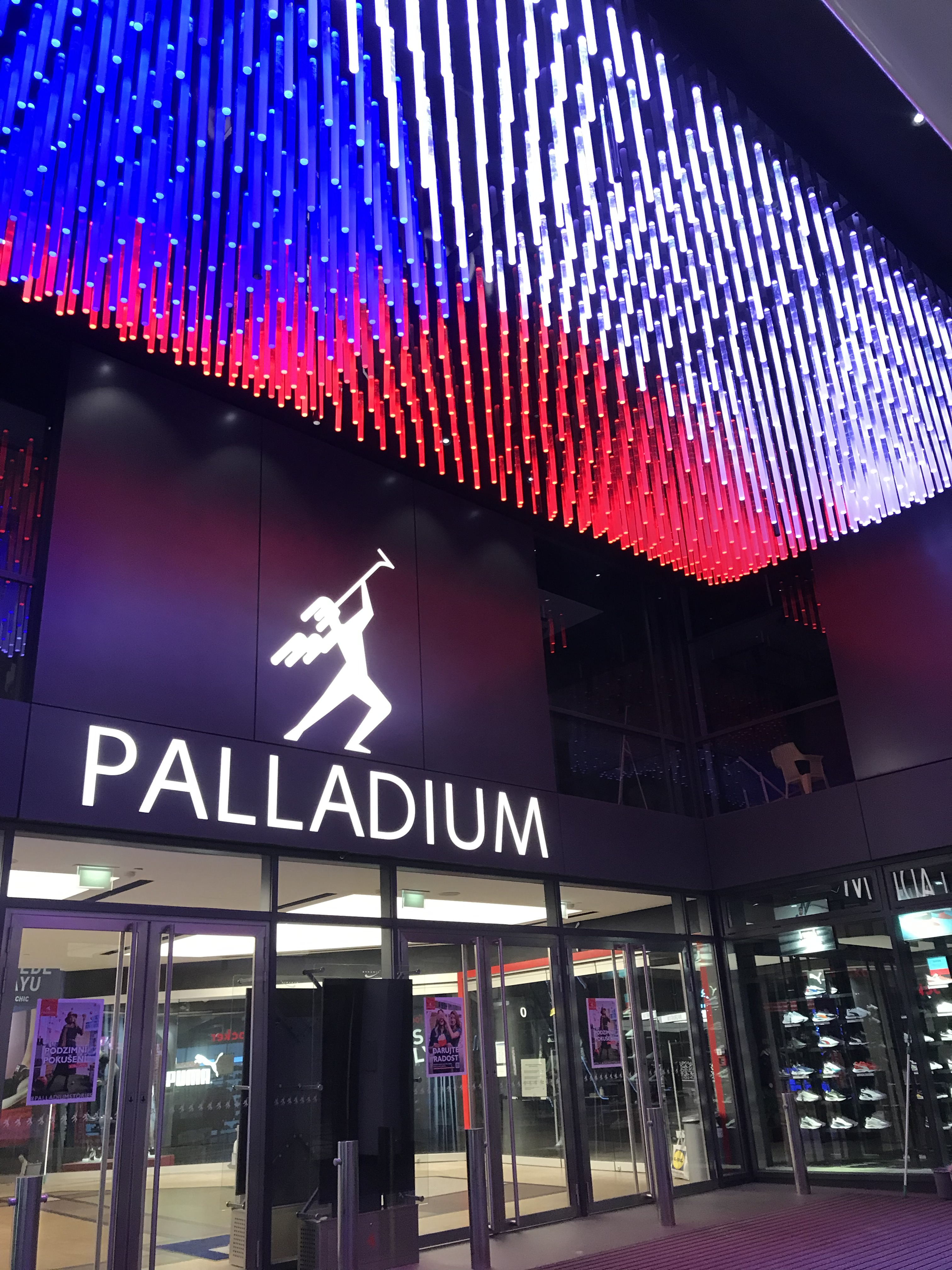
Palladium – světelná instalace ve vstupu
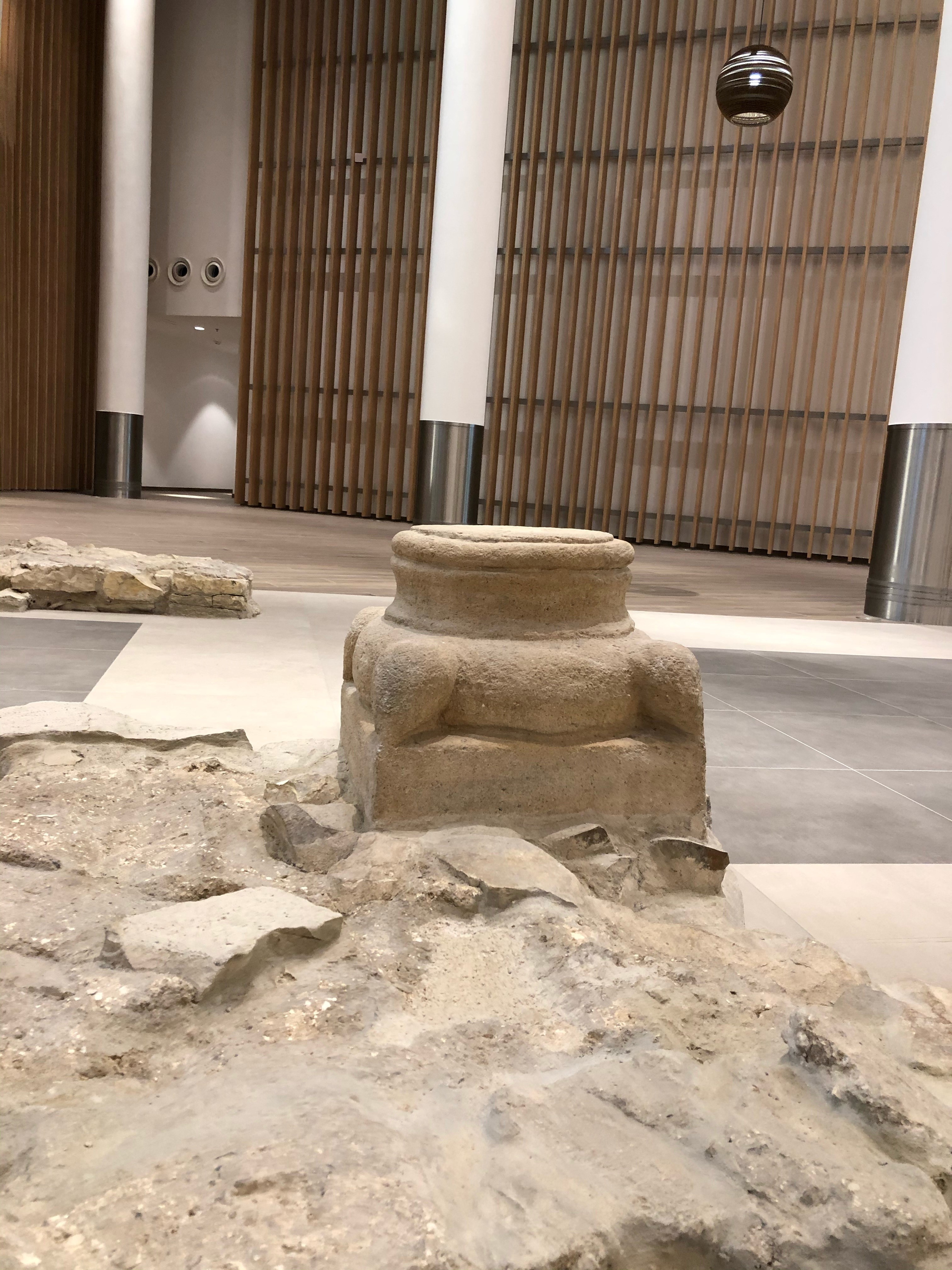
Palladium – připomínka románských staveb ze 12. století
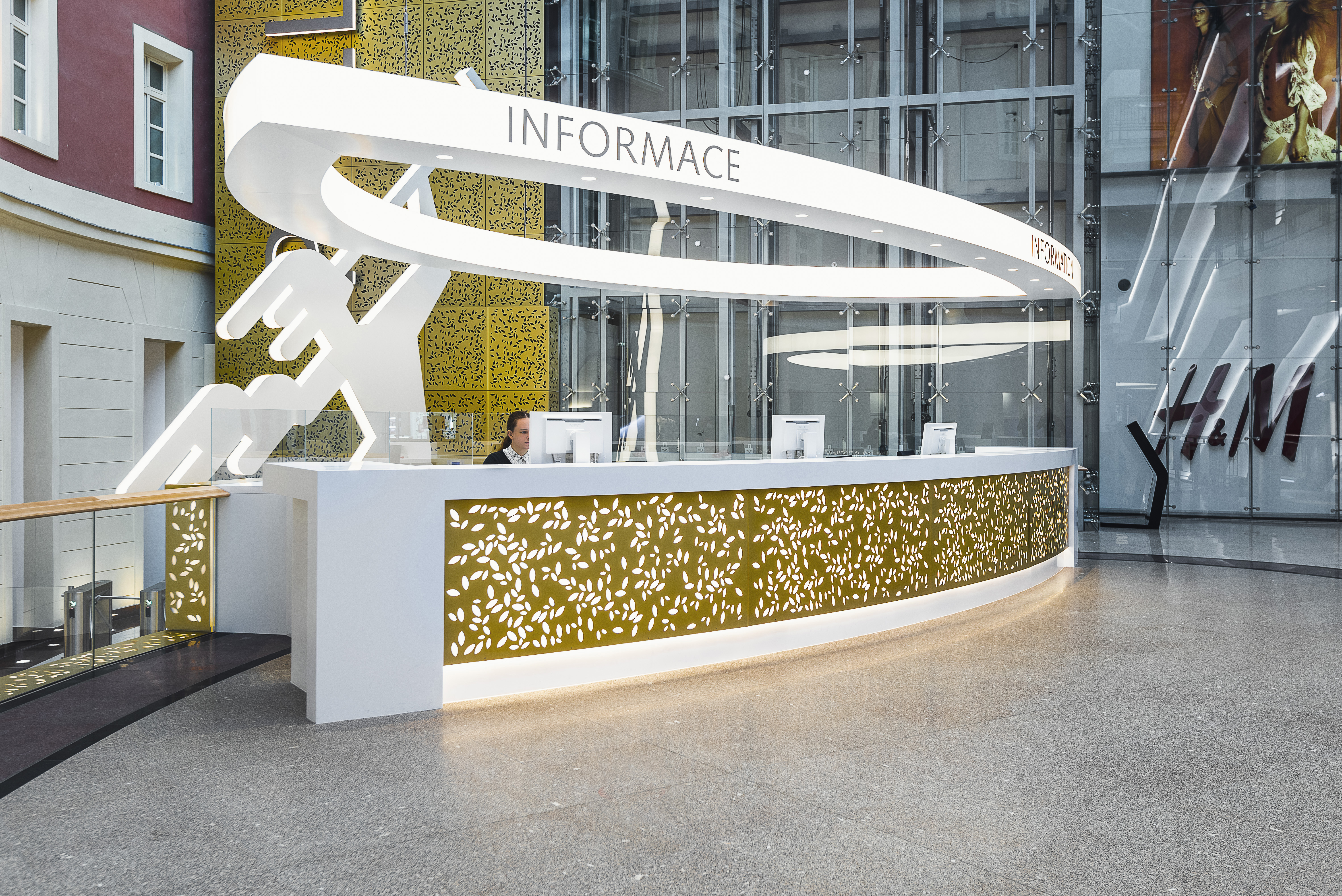
Infokiosek
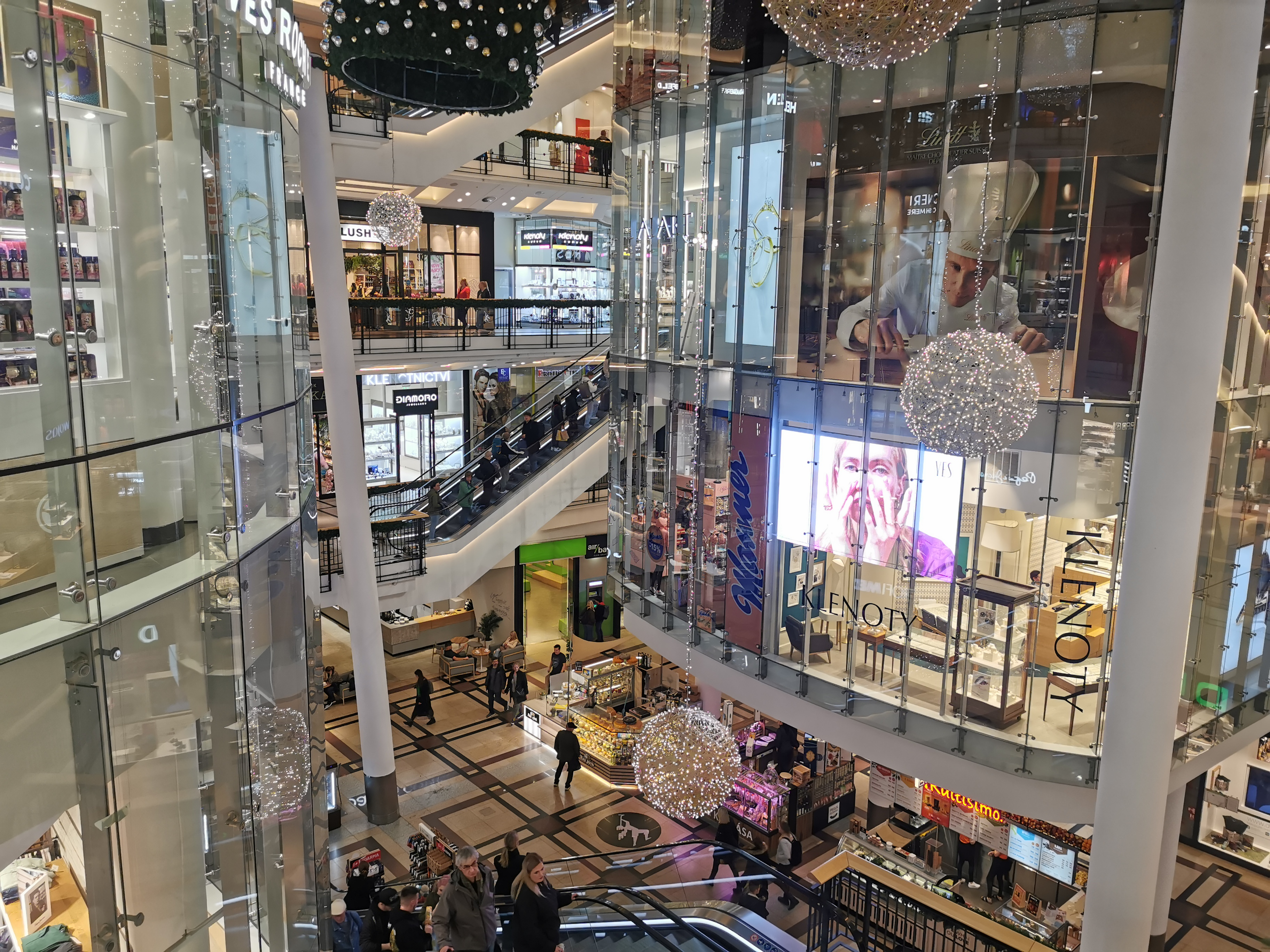
Interiér nákupního centra